# Risorgimento
Risorgimento (italiensk: il Risorgimento, egentlig "genopstandelse", "ny blomstring") også kaldet Italiens samling betegner den politiske og sociale proces som førte til, at de forskellige stater på den italienske halvø blev forenet til Kongeriget Italien i det 19. århundrede og begyndelsen af det 20. århundrede.
Der kan ikke fastsættes eksakte datoer for begyndelsen og afslutningen af processen, men de fleste regner den for at starte ved Wienerkongressen i 1815 og afslutningen til 1871. Mod dette kan der indvendes, at det allerede før 1815 var en bevægelse for samling, og at de sidste stater ikke kom med i kongeriget før ved Saint-Germain-traktaten efter 1. Verdenskrig.
Også 1800-tallets italienske enhedsbevægelse og perioden fra 1815-1870 i Italiens historie, betegnes "Risorgimento".
Blandt andet blev der udkæmpet tre uafhængighedskrige i perioden: 
- Første Italienske Uafhængighedskrig (1848–49)
- Anden Italienske Uafhængighedskrig (1859)
- Tredje Italienske Uafhængighedskrig (1866)